# 金城民防坑道
金城民防坑道，位於中華民國福建省金門縣金城鎮。

## 歷史
在九三炮戰和八二三砲戰之後，中華民國政府決定興建地下民用隧道以加強防護措施。該隧道於1968年3月動工，歷時15個月，並於1969年6月竣工。隨後，它被用來連接島上的各種公共建築。

## 建築
隧道總長2,315公尺 ，設有防空洞、彈藥庫和碉堡。